# Kirinua maguai
Espèce
Kirinua maguai est une espèce d'araignées aranéomorphes de la famille des Symphytognathidae.

## Distribution
Cette espèce est endémique du Guangxi en Chine,. Elle se rencontre dans les xians de Fengshan et de Donglan dans des grottes.

## Description
Le mâle holotype mesure 0,64 mm et la femelle paratype 0,64 mm.

## Étymologie
Son nom d'espèce lui a été donné en référence au lieu de sa découverte, la grotte Maguai.

## Publication originale
- Li, Li & Lin, 2021 : « Taxonomic study on fourteen symphytognathid species from Asia (Araneae, Symphytognathidae). » ZooKeys, no 1072, p. 1-47 (texte intégral).